# Nannophlebia kalkmani
Nannophlebia kalkmani là loài chuồn chuồn trong họ Libellulidae. Loài này được Theischinger & Richards mô tả khoa học đầu tiên năm 2011.